# Île Ika
Pour les articles homonymes, voir Ika.
L'île Ika est une île de l'État de Washington dans le Comté de Skagit, aux États-Unis.

## Description
Elle s'étend sur environ 2 km de longueur pour une largeur d'à peu près 670 m.